# Rubí Cerioni
Rubí Orlando Cerioni (La Plata, 1º maggio 1927 – La Plata, 17 marzo 2012) è stato un calciatore argentino, di ruolo attaccante.